# 王狼伝
『王狼』（おうろう）、『王狼伝』（おうろうでん）は、原作：武論尊、作画：三浦建太郎による日本の漫画。『月刊アニマルハウス』（白泉社）にて連載された。単行本はそれぞれ同社からジェッツコミックスのレーベルで刊行された。

## 概要
『王狼』は『月刊アニマルハウス』1989年5月号から同年7月号に連載された。単行本は全1巻が刊行されている。
『王狼伝』は『王狼』の続編で、同じく『月刊アニマルハウス』1990年2月号から同年6月号に連載された。単行本は1巻が刊行され、第1巻のナンバリングがされているが、第2巻以降は刊行されていない。
1998年に白泉社文庫から、『王狼』『王狼伝』を合本し、『王狼伝』として文庫版が全1巻として発売される。
作画の三浦建太郎が『ベルセルク』連載中に行き詰っていたところ、それを見た編集者が武論尊に連絡を取り、『ベルセルク』を中断して本作の連載の運びとなった。武論尊原作による『王狼』、『王狼伝』、『ジャパン』（1992年）の3本を連載し、三浦の調子が上がってきたところで『ベルセルク』の続きを描くことを武論尊が薦め、連載を再開した『ベルセルク』は人気を博すことになる。
義経=ジンギスカン説を採用し、さらに現代日本から13世紀のモンゴルにタイムスリップした男女を織り交ぜて描く空想歴史ロマン。
「三浦の逝去に際し、中々目に触れる機会のない先生の初期作を、読者の皆様に届けられたら」という『ヤングアニマル』編集部の思いから、2021年9月13日発売の『ヤングアニマルZERO』（同）10月1日増刊号よりリバイバル連載が行われている。

## あらすじ

### 王狼
消息を絶った婚約者の伊波健吾を探しにシルクロードに訪れた京子は、謎の黒雲に巻き込まれ、時の壁を越えて13世紀のモンゴルにタイムスリップしてしまう。そこで京子は、剣闘奴隷として生き抜いてきた健吾と再会する。しかし、街を治めるモンゴルの将軍によって、健吾は戦場に送り出されてしまう。戦場も生き抜き、将軍を倒して京子を取り戻した健吾であったが、モンゴルの大軍に取り囲まれてしまう。モンゴル軍を率いる王ジンギス・カンは実は源義経であった。ジンギス・カンによって健吾は将軍の地位が与えられ、右腕として目覚しい活躍をみせる。
やがて、健吾と京子との間に男の子が生まれた。義経=ジンギス・カンはその子供を奪い自分の跡取りにしようとし、健吾と義経は対決する。健吾は辛くも勝利し、上空には京子をタイムスリップさせた謎の黒雲も再現し、親子3人で現代社会に帰ろうとする。しかし、義経は健吾を13世紀に留めるために自害する。史実ではジンギス・カンが死ぬのは14年後。健吾は歴史の流れを正すために京子だけを現代社会へ返し、息子にフビライと名付け、義経に代わってジンギス・カンとして生きることを選ぶ。

### 王狼伝
弁慶が師となりたくましく成長した息子のフビライ、幼いながらも叡智に優れるリッショウも仲間に加わり、健吾はジンギス・カンとして大陸全土を次々に制圧していった。
ジンギス・カンが没するはずの1227年に西夏の反乱が起きる。西夏の反乱軍には健吾と同じようにタイムスリップしてきていた20世紀の軍隊が加わっていた。20世紀の軍人である反乱軍の将軍は、戦車や拳銃といった20世紀の兵器を使って13世紀世界の支配を目論んでいた。
どうにか反乱軍を滅ぼした健吾は歴史上より消えるため姿を消し、死亡したことになった。リッショウもまた、自分の天命を全うするためにフビライの下を去ることになる。リッショウが故国に日本へ向かう船には、死んだこととなったジンギス・カン=健吾の姿があった。

## 主な登場人物
伊波健吾
現代の日本人歴史学者。失踪当時は25歳。剣道五段の腕前を持つ。変形上段の構えからぎりぎりで相手の竹刀を躱し、そこからの面打ちを得意とする。
シルクロードの調査中に13世紀のモンゴルにタイムスリップした。元々剣道の全国大会で二年連続で優勝しているほど剣の力はあったが、1年にわたる剣闘士（奴隷闘士）としての生活とモンゴル軍での戦闘経験を経て、さらに高い戦闘力を持つに至った。ただ、最初の内は現代の倫理観を持っていた為に相手を殺さず「刀を返して峰打ち、あるいは寸止め」で済ませており、ヤン将軍から「相手を殺せればすぐにでも奴隷闘士から兵士に取り立ててやる」とずっと言われていたが拒否していた。
紆余曲折あってチンギス・カン=義経から「名」を託されて生きるも、西暦1227年自身と同様に過去に流されてきた戦車部隊と対立。石油を用いて彼らを殲滅する作戦を行い、その炎の中に姿を消する。その後、「ただの日本人・伊波」としてリッショウと共に日本へと帰る。
京子
健吾の恋人であり婚約者。1年前に行方不明になった健吾を探しにシルクロードを訪れ、同じように13世紀のモンゴルにタイムスリップする。
元々かなりの美人でスタイルも良かったため、それが災いしてモンゴルのヤン将軍に目を付けられ、強引に拉致されてしまう。しかし、そこで意地を見せたことで伊波と再会することになる。
義経から健吾が将軍と認められたことで束の間の幸せな時を得、その時に息子を産む。だが紆余曲折を経て最終的に、愛する人と息子を置いて現代へと帰還することになる。
『王狼』のみの登場で、『王狼伝』には登場しない。
ヤン将軍
モンゴル軍の屈強な将軍。「国王ジンギス・カンに次ぐ力を持つ」と言わしめているらしく、それを自負している。
横暴で傲慢、己の欲しいものは無理矢理にでもモノにしないと気が済まない性格で、モンゴル軍に降伏した民からも怖れられている。西夏のある都市を視察中偶然京子を見つけ、「これほどの上玉がいるとは」と強引に拉致し、様々な責めで屈服させようと試みる。
伊波が京子の婚約者と分かった際には両太腿に筆架叉を投げつけ負傷させた上で、敵対する蛮族が大勢いる北の最前線へ送り込む。が、ボロボロになりながらも戻ってきた伊波に「もはや刀は返さぬ、貴様だけは命を絶つ」と真剣勝負を挑まれる。相手になってトドメの一撃を打ち込もうとするが、凄まじい跳躍を見せた伊波に躱され、そのまま体を袈裟斬りにされて絶命した。
フビライ
伊波と京子の間に生まれた息子。幼少時は元々学者だった父に似て書などの文化を好む傾向があったが、弁慶による指導とその身に流れる血に目覚めていく。左利き。
ジンギス・カン
本作では、源義経。かなりの巨体の持ち主で、凄まじい膂力の剣を振るう剛の者。その強さは弁慶をして「わしでは到底敵わぬ」と言わしめている。
衣川の戦いを生き延びはした（討ち取られたのは影武者）が、妻子も愛人だった静御前もいない現状に絶望し、新しい女性を愛することが出来なかった。だが源氏一の武将という矜持から自害することすら出来ず、自身を倒す強者を求めて戦い続けていた。
伊波と京子の間に生まれた息子を自身の後継者とするために伊波と対立。果たし合いの末に敗れ、自身の名=ジンギス・カンを伊波に託して逝く。
弁慶
チンギス・カン=義経と共に戦い続けた武将。既に中年を過ぎた年齢と隻腕というハンデを持ちながら、並みの武将とは隔絶した力量を誇る。健吾の息子フビライを預かり育てる。
リッショウ
後の日蓮。1歳にして書を読み、3歳にして万葉集を暗記するほどの天性の智慧を持つ。
フビライや弁慶とは特に親しく、彼らのために智慧を供出して大きな助力をした。仏像の声に呼応して不思議な力を目覚めさせる。

## 書誌情報
- 武論尊（原作）・三浦建太郎（作画）『王狼』白泉社〈ジェッツコミックス〉、1989年12月23日発行、ISBN 4-592-13531-8
- 武論尊（原作）・三浦建太郎（作画）『王狼伝』第1巻、白泉社〈ジェッツコミックス〉、1990年8月29日発行、ISBN 4-592-13532-6
  - 第2巻以降は発売されていない。また、『月刊アニマルハウス』連載分全話が第1巻に収録されている。
- 武論尊（原作）・三浦建太郎（作画）『王狼伝』、白泉社〈白泉社文庫〉、1998年3月13日発売[3]、ISBN 4-592-88501-5
  - 『王狼』『王狼伝』収録

## ジャパン
王狼、王狼伝と同じく武論尊・三浦建太郎のコンビで描かれた作品。
1992年のスペイン・バルセロナを訪れたTVアナウンサー「桂木由香」と、彼女に一目惚れした元ヤクザ「屋島克二」、彼の舎弟と高校生4人の計7人が文明社会が崩壊した未来にタイムスリップする。
未来では砂漠化が進み、食料生産が激減。食料自給率の低下していた日本は国家が維持できなくなり、日本人は難民や盗賊となっている。ヨーロッパでは新たな身分制度による支配体制「ネオ・ヨーロピアン」が成立して他民族を隷属させていた。
そんな中、難民への保護を訴える男「アズマ」との出会いと別れを経て、屋島は身分もなく民族による差別の無い新国家「ジャパン」の建国を決意する。